# ミルズ比
確率論において、 連続確率分布 {\displaystyle X}のミルズ比（ミル比）は、関数
{\displaystyle m(x):={\frac {{\bar {F}}(x)}{f(x)}},}
で表される。このとき、 {\displaystyle f(x)} はXの確率密度変数であり、
{\displaystyle {\bar {F}}(x):=\Pr[X>x]=\int _{x}^{+\infty }f(u)\,du}
は生存関数（相補累積分布関数）である。 この概念は John P. Millsにちなんで名づけられている。
ミルズ比はハザード率 {\displaystyle h(x)}に関連し、
{\displaystyle h(x):=\lim _{\delta \to 0}{\frac {1}{\delta }}\Pr[x<X\leq x+\delta |X>x]}
のときのミルズ比は
{\displaystyle m(x)={\frac {1}{h(x)}}.}
となる。

## 例
{\displaystyle X}が 標準正規分布であるとき、 ミルズ比は次のように表される。
{\displaystyle m(x)\sim 1/x,\,}
このとき、記号{\displaystyle \sim } は2つの関数の商が {\displaystyle x\to +\infty }のときに1に収束することを示している（詳細はen:Q-functionを参照）。より正確な漸近線を与えることができる。

## 逆ミルズ比
逆ミルズ比 は、ある分布の 相補累積分布関数 の確率密度関数の 比 である。逆ミルズ比は、下記のようなデータが切断された正規分布に用いられる。 X が平均値 μ 分散 σ2 の正規分布の確率変数 のとき、
{\displaystyle {\begin{aligned}&\operatorname {E} [\,X\,|\ X>\alpha \,]=\mu +\sigma {\frac {\phi {\big (}{\tfrac {\alpha -\mu }{\sigma }}{\big )}}{1-\Phi {\big (}{\tfrac {\alpha -\mu }{\sigma }}{\big )}}},\\&\operatorname {E} [\,X\,|\ X<\alpha \,]=\mu -\sigma {\frac {\phi {\big (}{\tfrac {\alpha -\mu }{\sigma }}{\big )}}{\Phi {\big (}{\tfrac {\alpha -\mu }{\sigma }}{\big )}}},\end{aligned}}}
このとき、 {\displaystyle \alpha } は母数, {\displaystyle \phi } 標準正規分布の確率密度関数、{\displaystyle \Phi } 標準正規分布の累積分布関数を示す。この二つの要素が、逆ミルズ比である。

### 回帰分析での使用
一般的な逆ミルズ比の適用例は、回帰分析でのセレクションバイアスの影響を補正する際に用いる。従属変数が打ち切られている（すなわちすべての変数が観測されたものではない）とき、ゼロとして観測された変数が多く存在する。この問題は、Tobin (1958)によって初めて指摘された。彼は、回帰分析での推定の際に打ち切りの影響を考慮しない場合、通常の最小二乗法による推定では偏ったパラメータ推定値が得られることを指摘している。これは、打ち切られた従属変数を用いることで、独立変数と誤差項の間の相関がゼロであるというガウス=マルコフの定理の仮定に反することからわかる。
James Heckman はセレクションバイアスを補正するために、逆ミルズ比を用いた2段階推定法を提案した。第一に、従属変数をプロビットモデルを用いた回帰分析を行う。逆ミルズ比は、ロジットモデルでは用いることができず、プロビットモデルから推定する必要がある。このプロビットモデルは、誤差項が標準正規分布に従うと仮定している。第二に、プロビットモデルを用いて推定されたパラメータを用いて逆ミルズ比を計算し、この結果を最小二乗法を用いた回帰分析の説明変数に用いる。